# Crates de Mal·los
Crates de Mal·los (llatí: Crates, grec antic: Κράτης Μαλλώτης, va ser, segons la Suïda, un filòsof estoic grec fill de Timòcrates, natural de Mal·los, a Cilícia, però és més conegut per ser un dels més destacats gramàtics del seu temps. Va viure en temps de Ptolemeu VI Filomètor (180 aC - 164 aC) i era contemporani també d'Aristarc de Samotràcia. Rebia el renom de Κοιτικός ('Coiticós').
Va donar suport a l'escola de Pèrgam i al sistema d'anomalia (ἀνωμαλία) contra l'escola d'Alexandria que defensava el sistema d'analogia (ἀναλογία). Segons Varró el seu sistema gramatical va derivar de Crisip de Soli, que va deixar sis llibres (περὶ τῆς ἀνωμαλίας) amb les seves bases. De Mal·los va anar a Tars i finalment va viure a Pèrgam sota el patronatge d'Èumenes II de Pèrgam (197 aC-159 aC), on va fundar l'escola de gramàtica de Pèrgam i segurament va ser director de la seva biblioteca.
Cap a l'any 157 aC el rei Àtal II de Pèrgam el va enviar a Roma com a ambaixador i allà va introduir per primera vegada l'estudi de la gramàtica. Varró diu que aquest fet va ser important i va durar molt de temps. Es va trencar una cama en un accident, cosa que li va donar la possibilitat de fer amb freqüència classes sobre gramàtica, que els seus deures oficials no li haurien permès de fer. Es va dedicar a les conferències gramaticals (ἀκροάσεις). No se'n coneix res més de la seva vida.
Crates feia, en el seu sistema gramatical, una important distinció entre la crítica i la gramàtica. La gramàtica era una ciència subordinada a la crítica, i l'ofici del crític, segons Crates, era investigar tot allò que pogués il·luminar la literatura, des de dins o des de fora. El gramàtic només aplicava les regles de la llengua per aclarir el significat de passatges particulars i fixar el text, la prosòdia, l'accentuació, etc., dels escriptors antics.
La seva obra principal és sobre els llibres d'Homer, poeta al qual va dedicar molta atenció i per això va rebre també el renom Ὁμηρικός ('Homèric'). Es titulava Διόρθωσις Ἰλιάδος καὶ Ὀδυσσείας ('Diorzosis Iliados kai Odisseias' correcció o millorament de la Ilíada i de la Odissea), en nou llibres. Va escriure altres obres i comentaris sobre la Teogonia d'Hesíode, Eurípides i Aristòfanes, i probablement sobre altres autors antics. També va publicar una obra sobre el dialecte àtic (περὶ Ἀττικῆς διαλέκτου) i d'altres sobre geografia, història natural i agricultura, dels que només n'existeixen alguns fragments. Alguns autors pensen que Plini el Vell i Claudi Elià van utilitzar les seves obres per parlar de les meravelles que hi havia en diferents països. Hi ha un epigrama probablement seu a l'Antologia grega.
Segons Estrabó, Crates va confeccionar un globus que representava la terra, i diu que va ser el primer que ho va fer. Indicava les parts del món habitades i les deshabitades, els continents coneguts i els possibles continents a les antípodes, les zones tòrrides, i els llocs on va deduir que probablement hi vivien persones.